# OpenAI o1
OpenAI o1 — это генеративная предварительно обученная трансформерная модель (GPT). Превью o1 было выпущено компанией OpenAI 12 сентября 2024 года. o1 затрачивает время на «размышления» перед ответом, что делает его более способным к сложным задачам рассуждения, научным и программным задачам по сравнению с GPT-4o. Полная версия была выпущена для пользователей ChatGPT 5 декабря 2024 года.

## История

### Предыстория
Согласно утечкам информации, o1 ранее был известен внутри OpenAI как «Q*», а затем как «Strawberry». Кодовое название «Q*» впервые появилось в ноябре 2023 года, во время отстранения и последующего восстановления Сэма Альтмана, когда появились слухи, что эта экспериментальная модель показала многообещающие результаты в математических тестах. В июле 2024 года Reuters сообщил, что OpenAI разрабатывает генеративную предварительно обученную трансформерную модель, известную как «Strawberry», которая позже стала o1.

### Выпуск
«o1-preview» и «o1-mini» были выпущены 12 сентября 2024 года для пользователей ChatGPT Plus и Team. GitHub начал тестировать интеграцию o1-preview в своей службе Copilot в тот же день. 5 декабря 2024 года была выпущена полная версия o1.

## Возможности
OpenAI утверждает, что o1 был обучен с использованием нового алгоритма оптимизации и специально подобранного набора данных, а также интеграции обучения с подкреплением в процесс обучения. С января 2025 года, использование API для полной модели o1 будет ограничено для разработчиков и будет тарифицироваться пользователям по ценам уровня 5. По словам OpenAI, o1 не заменяет GPT-4o, а дополняет его.
o1 затрачивает дополнительное время на размышления (генерацию цепочки рассуждений), что делает его лучше при решении сложных задач, особенно в науке и математике.

## Ограничения
o1 требует больше вычислительных ресурсов, чем другие модели GPT от OpenAI, так как генерирует длинные цепочки рассуждений перед выдачей ответа.